# Anaxarcha limbata
Anaxarcha limbata är en bönsyrseart som beskrevs av Ermanno Giglio-Tos 1915. Anaxarcha limbata ingår i släktet Anaxarcha och familjen Hymenopodidae.